# Torre de planta en L

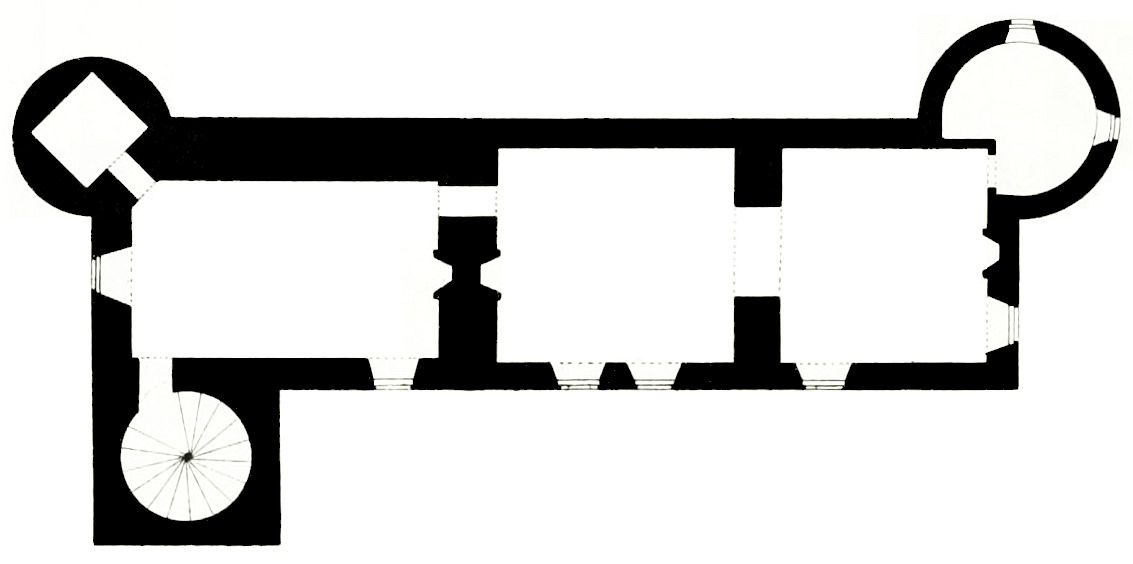
Plano del castillo de Fernie, Fife, Escocia

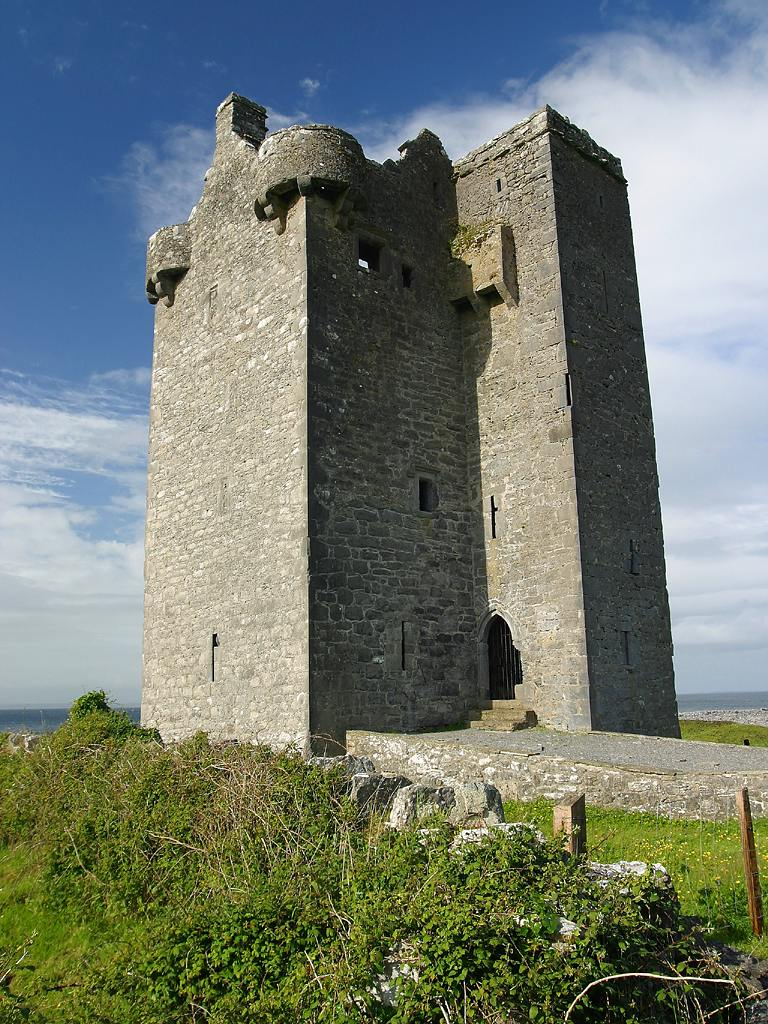
Castillo de Gleninagh, Condado de Clare, Irlanda

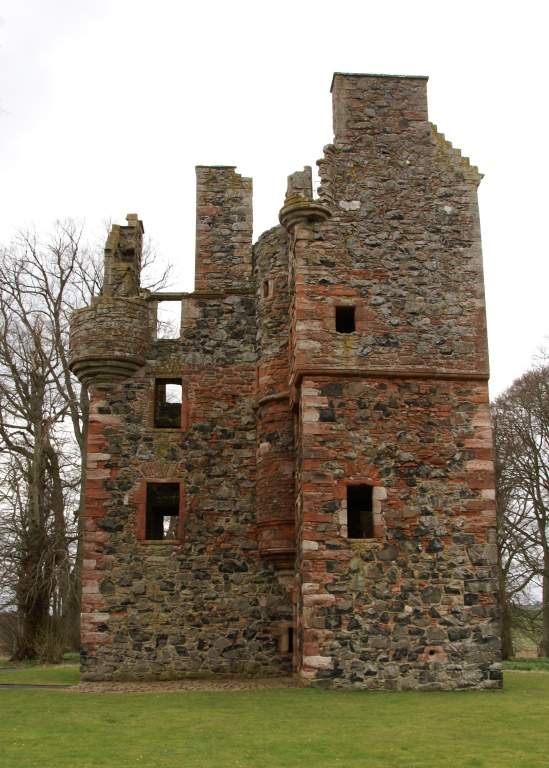
Torre Greenknowe, Escocia

La torre de planta en L es una fortificación con planta en forma de L. Construidas entre los siglos XIV y XVII, sobre todo en Escocia, pero también en menor medida en Gales, Inglaterra, Irlanda y otros países de Europa, constituían un importante desarrollo frente al simple casa-torre (towerhouse, o casa-fuerte) tradicional, de planta cuadricular o rectangular (cuya principal protección consistía en un cadalso, normalmente de madera y, por tanto, fácil de quemar por los atacantes), ya que la forma en L permitía una mayor protección, desde el ala (jamb), contra cualquiera que pretendía entrar por la única entrada de la torre. El nuevo diseño no solo era defensivo, sino que también pretendía proporcionar comodidad a los habitantes.
En algunos casos, la torre original sería incorporada más tarde en una ampliación como castillo o sería transformada en una manor house (casa solariega).